# Bagutte iijan
„Bagutte iijan” (jap. バグっていいじゃん) – dziewiąty singel japońskiego zespołu HKT48, wydany w Japonii 15 lutego 2017 roku przez Universal Music.
Singel został wydany w czterech edycjach: trzech regularnych (Type A, Type B, Type C) oraz „teatralnej” (CD). Osiągnął 1 pozycję w rankingu Oricon i pozostał na liście przez 24 tygodnie. Singel zdobył status platynowej płyty.

## Lista utworów
Wszystkie utwory zostały napisane przez Yasushiego Akimoto.

### Type A
| CD | CD                                                                 | CD              | CD              | CD      |
| Nr | Tytuł utworu                                                       | Kompozycja      | Aranżacja       | Długość |
| -- | ------------------------------------------------------------------ | --------------- | --------------- | ------- |
| 1. | „Bagutte iijan” (jap. バグっていいじゃん)                          | Jimaemon        | Hiroshi Sasaki  | 3:44    |
| 2. | „Hitsuzenteki koibito” (jap. 必然的恋人)                           | Satoshi Ikezawa | Satoshi Ikezawa | 3:40    |
| 3. | „Hakusen no uchigawa de” (jap. 白線の内側で) (wyk. 4th Generation) | Tomonori Inoue  | Yūsuke Itagaki  | 3:42    |
| 4. | „Bagutte iijan” (jap. バグっていいじゃん) (Instrumental)           | Jimaemon        | Hiroshi Sasaki  | 3:44    |
| 5. | „Hitsuzenteki koibito” (jap. 必然的恋人) (Instrumental)            | Satoshi Ikezawa | Satoshi Ikezawa | 3:40    |
| 6. | „Hakusen no uchigawa de” (jap. 白線の内側で) (Instrumental)        | Tomonori Inoue  | Yūsuke Itagaki  | 3:42    |

| DVD | DVD                                                               | DVD     |
| Nr  | Tytuł utworu                                                      | Długość |
| --- | ----------------------------------------------------------------- | ------- |
| 1.  | „Bagutte iijan” (jap. バグっていいじゃん) (Music Video)           |         |
| 2.  | „Hitsuzenteki koibito” (jap. 必然的恋人) (Music Video)            |         |
| 3.  | „HKT48 to keiyaku kekkon Vol. 1” (jap. HKT48の団結修学旅行 Vol.1) |         |

### Type B
| CD | CD                                                                     | CD               | CD               | CD      |
| Nr | Tytuł utworu                                                           | Kompozycja       | Aranżacja        | Długość |
| -- | ---------------------------------------------------------------------- | ---------------- | ---------------- | ------- |
| 1. | „Bagutte iijan” (jap. バグっていいじゃん)                              | Jimaemon         | Hiroshi Sasaki   | 3:44    |
| 2. | „Hitsuzenteki koibito” (jap. 必然的恋人)                               | Satoshi Ikezawa  | Satoshi Ikezawa  | 3:40    |
| 3. | „Boku dake no hakujitsumu” (jap. 僕だけの白日夢) (wyk. Platinum Girls) | Masahiro Kawaura | Masahiro Kawaura | 3:55    |
| 4. | „Bagutte iijan” (jap. バグっていいじゃん) (Instrumental)               | Jimaemon         | Hiroshi Sasaki   | 3:44    |
| 5. | „Hitsuzenteki koibito” (jap. 必然的恋人) (Instrumental)                | Satoshi Ikezawa  | Satoshi Ikezawa  | 3:40    |
| 6. | „Boku dake no hakujitsumu” (jap. 僕だけの白日夢) (Instrumental)        | Masahiro Kawaura | Masahiro Kawaura | 3:55    |

| DVD | DVD                                                               | DVD     |
| Nr  | Tytuł utworu                                                      | Długość |
| --- | ----------------------------------------------------------------- | ------- |
| 1.  | „Bagutte iijan” (jap. バグっていいじゃん) (Music Video)           |         |
| 2.  | „Boku dake no hakujitsumu” (jap. 僕だけの白日夢) (Music Video)    |         |
| 3.  | „HKT48 to keiyaku kekkon Vol. 2” (jap. HKT48の団結修学旅行 Vol.2) |         |

### Type C
| CD | CD                                                                 | CD              | CD              | CD      |
| Nr | Tytuł utworu                                                       | Kompozycja      | Aranżacja       | Długość |
| -- | ------------------------------------------------------------------ | --------------- | --------------- | ------- |
| 1. | „Bagutte iijan” (jap. バグっていいじゃん)                          | Jimaemon        | Hiroshi Sasaki  | 3:44    |
| 2. | „Hitsuzenteki koibito” (jap. 必然的恋人)                           | Satoshi Ikezawa | Satoshi Ikezawa | 3:40    |
| 3. | „Kiss ga tōsugiru yo” (jap. キスが遠すぎるよ) (wyk. Diamond Girls) | Shinya Tada     | Yūsuke Yamada   | 4:11    |
| 4. | „Bagutte iijan” (jap. バグっていいじゃん) (Instrumental)           | Jimaemon        | Hiroshi Sasaki  | 3:44    |
| 5. | „Hitsuzenteki koibito” (jap. 必然的恋人) (Instrumental)            | Satoshi Ikezawa | Satoshi Ikezawa | 3:40    |
| 6. | „Kiss ga tōsugiru yo” (jap. キスが遠すぎるよ) (Instrumental)       | Shinya Tada     | Yūsuke Yamada   | 4:11    |

| DVD | DVD                                                               | DVD     |
| Nr  | Tytuł utworu                                                      | Długość |
| --- | ----------------------------------------------------------------- | ------- |
| 1.  | „Bagutte iijan” (jap. バグっていいじゃん) (Music Video)           |         |
| 2.  | „Kiss ga tōsugiru yo” (jap. キスが遠すぎるよ) (Music Video)       |         |
| 3.  | „HKT48 to keiyaku kekkon Vol. 3” (jap. HKT48の団結修学旅行 Vol.3) |         |

### Wer. teatralna
| CD | CD                                                       | CD                                | CD              | CD      |
| Nr | Tytuł utworu                                             | Kompozycja                        | Aranżacja       | Długość |
| -- | -------------------------------------------------------- | --------------------------------- | --------------- | ------- |
| 1. | „Bagutte iijan” (jap. バグっていいじゃん)                | Jimaemon                          | Hiroshi Sasaki  | 3:44    |
| 2. | „Hitsuzenteki koibito” (jap. 必然的恋人)                 | Satoshi Ikezawa                   | Satoshi Ikezawa | 3:40    |
| 3. | „HKT48 Family” (jap. HKT48ファミリー)                    | Manabu Marutani, Takao Motoyanagi | APAZZI          | 3:23    |
| 4. | „Bagutte iijan” (jap. バグっていいじゃん) (Instrumental) | Jimaemon                          | Hiroshi Sasaki  | 3:44    |
| 5. | „Hitsuzenteki koibito” (jap. 必然的恋人) (Instrumental)  | Satoshi Ikezawa                   | Satoshi Ikezawa | 3:40    |
| 6. | „HKT48 Family” (jap. HKT48ファミリー) (Instrumental)     | Manabu Marutani, Takao Motoyanagi | APAZZI          | 3:23    |

## Skład zespołu
| „Bagutte iijan” |
| --- |
| - HKT48 Team H: Yuriya Inoue, Hiroka Komada, Rino Sashihara (środek) - HKT48 Team H / AKB48 Team K: Haruka Kodama - HKT48 Team KIV: Yuki Shimono, Yuka Tanaka, Asuka Tomiyoshi - HKT48 Team KIV / AKB48 Team A: Sakura Miyawaki - HKT48 Team KIV / AKB48 Team 4: Mio Tomonaga - HKT48 Team TII: Misaki Aramaki, Maria Imamura, Hana Matsuoka - HKT48 Kenkyūsei: Ayaka Oda, Tomoka Takeda, Nene Jitoe, Amane Tsukiashi |

| „Hitsuzenteki koibito” |
| --- |
| - HKT48 Team H: Yui Kojina, Rino Sashihara, Meru Tashima, Miku Tanaka, Natsumi Matsuoka - HKT48 Team H / AKB48 Team K: Haruka Kodama - HKT48 Team H / AKB48 Team B: Nako Yabuki - HKT48 Team KIV: Mai Fuchigami, Aoi Motomura, Madoka Moriyasu - HKT48 Team KIV / AKB48 Team A: Sakura Miyawaki - HKT48 Team KIV / AKB48 Team 4: Mio Tomonaga - HKT48 Team TII: Sae Kurihara, Hana Matsuoka (środek), Emiri Yamashita - HKT48 Kenkyūsei: Tomoka Takeda |

| „Hakusen no uchigawa de” |
| --- |
| - Kenkyūsei: Hirona Unjō, Ayaka Oda, Moeka Sakai, Rio Shimizu, Tomoka Takeda (środek), Nene Jitoe (środek), Amane Tsukiashi, Aki Toyonaga, Hinata Matsumoto, Sono Miyazaki |

| „Boku dake no hakujitsumu” |
| --- |
| - Team H: Yuka Akiyoshi, Yuriya Inoue, Hiroka Komada, Riko Sakaguchi, Natsumi Tanaka - Team KIV: Nao Ueki, Aika Ōta, Yuki Shimono, Yuka Tanaka, Asuka Tomiyoshi, Anna Murashige - Team TII: Misaki Aramaki (środek), Maria Imamura, Erena Sakamoto (środek), Vivian Murakawa - Kenkyūsei: Ayaka Oda, Nene Jitoe, Amane Tsukiashi |

| „Kiss ga tōsugiru yo” |
| --- |
| - Team H: Mashiro Ui, Haruka Ueno, Naoko Okamoto, Marina Yamada, Mao Yamamoto (środek) - Team KIV: Mina Imada, Shino Iwahana, Serina Kumazawa, Maiko Fukagawa - Team TII: Riko Tsutsui, Hazuki Hokazono, Yuna Yamauchi - Kenkyūsei: Hirona Unjō, Moeka Sakai, Rio Shimizu, Aki Toyonaga, Hinata Matsumoto, Sono Miyazaki |

| „HKT48 Family” |
| --- |
| Piosenka została wykonana przez wszystkie członkinie HKT48 w momencie premiery. - HKT48 Team H: Yuka Akiyoshi, Yuriya Inoue, Mashiro Ui, Haruka Ueno, Naoko Okamoto, Yui Kojina, Hiroka Komada, Riko Sakaguchi, Rino Sashihara (środek), Meru Tashima, Natsumi Tanaka, Miku Tanaka, Natsumi Matsuoka, Marina Yamada, Mao Yamamoto, Haruka Wakatabe - HKT48 Team H / AKB48 Team K: Haruka Kodama - HKT48 Team H / AKB48 Team B: Nako Yabuki - HKT48 Team KIV: Mina Imada, Shino Iwahana, Nao Ueki, Aika Ōta, Serina Kumazawa, Yuki Shimono, Yuka Tanaka, Asuka Tomiyoshi, Maiko Fukagawa, Mai Fuchigami, Anna Murashige, Aoi Motomura, Madoka Moriyasu - HKT48 Team KIV / AKB48 Team A: Miyawaki Sakura - HKT48 Team KIV / AKB48 Team 4: Tomonaga Mio - HKT48 Team TII: Misaki Aramaki, Maria Imamura, Sae Kurihara, Erena Sakamoto, Riko Tsutsui, Hazuki Hokazono, Hana Matsuoka, Vivian Murakawa, Yuna Yamauchi, Emiri Yamashita - Kenkyūsei: Hirona Unjō, Ayaka Oda, Moeka Sakai, Rio Shimizu, Tomoka Takeda, Nene Jitoe, Amane Tsukiashi, Aki Toyonaga, Hinata Matsumoto, Sono Miyazaki |

## Notowania
| Lista                             | Pozycja |
| --------------------------------- | ------- |
| Oricon Weekly Singles Chart       | 1       |
| Oricon Yearly Singles Chart       | 21      |
| Billboard Japan Hot 100           | 1       |
| Billboard Japan Hot Singles Sales | 1       |

## Sprzedaż
| Dane wg         | Sprzedaż |
| --------------- | -------- |
| Oricon          | 274 545  |
| Billboard Japan | 404 163+ |